# Pargas IF
Pargas IF is een Finse sportclub uit Pargas, een plaats in het zuidwesten van het land. In 1914 werd de club opgericht. Bij de vereniging worden voetbal, handbal, atletiek en skiën beoefend. De clubkleuren zijn groen en rood.

## Geschiedenis
In 1914 werd Pargas Malms Idrottsförening (PMIF) opgericht, maar na twee jaar werd de naam veranderd naar de huidige. 

### Voetbal
De voetbalafdeling van PIF speelde drie seizoenen op het tweede voetbalniveau, waarvan 1994 de laatste was in de Ykkönen. In 2021 werd het kampioen van de Kakkonen, waardoor opnieuw promotie naar de Ykkönen werd bewerkstelligd. 